# Psilotris
Psilotris là một chi của Họ Cá bống trắng.

## Các loài
Chi này hiện hành có các loài sau đây được ghi nhận:
- Psilotris alepis Ginsburg, 1953
- Psilotris amblyrhynchus D. G. Smith & C. C. Baldwin, 1999
- Psilotris batrachodes J. E. Böhlke, 1963
- Psilotris boehlkei D. W. Greenfield, 1993
- Psilotris celsa J. E. Böhlke, 1963
- Psilotris kaufmani D. W. Greenfield, Findley & R. K. Johnson, 1993